# Peribatodes contracta
Peribatodes contracta är en fjärilsart som beskrevs av Lenek 1951. Peribatodes contracta ingår i släktet Peribatodes och familjen mätare. Inga underarter finns listade i Catalogue of Life.